# Li Jie (arquiteto)
Li Jie (李诫; 1065-1110) foi um arquiteto da corte chinesa, durante o final da dinastia Song do Norte (960-1127). Autor do Yingzao Fashi. Pouco se sabe sobre ele, porém sua obra influenciou por gerações a arquitetura chinesa, ainda hoje sua obra influencia construções pelo mundo. Seu maior papel foi na compilação de normas técnicas para a construção do Yingzao Fashi. Ele também foi o responsável pelas ilustrações do livro. Após isso o arquiteto fiscalizou diversas obras públicas até sua morte. 

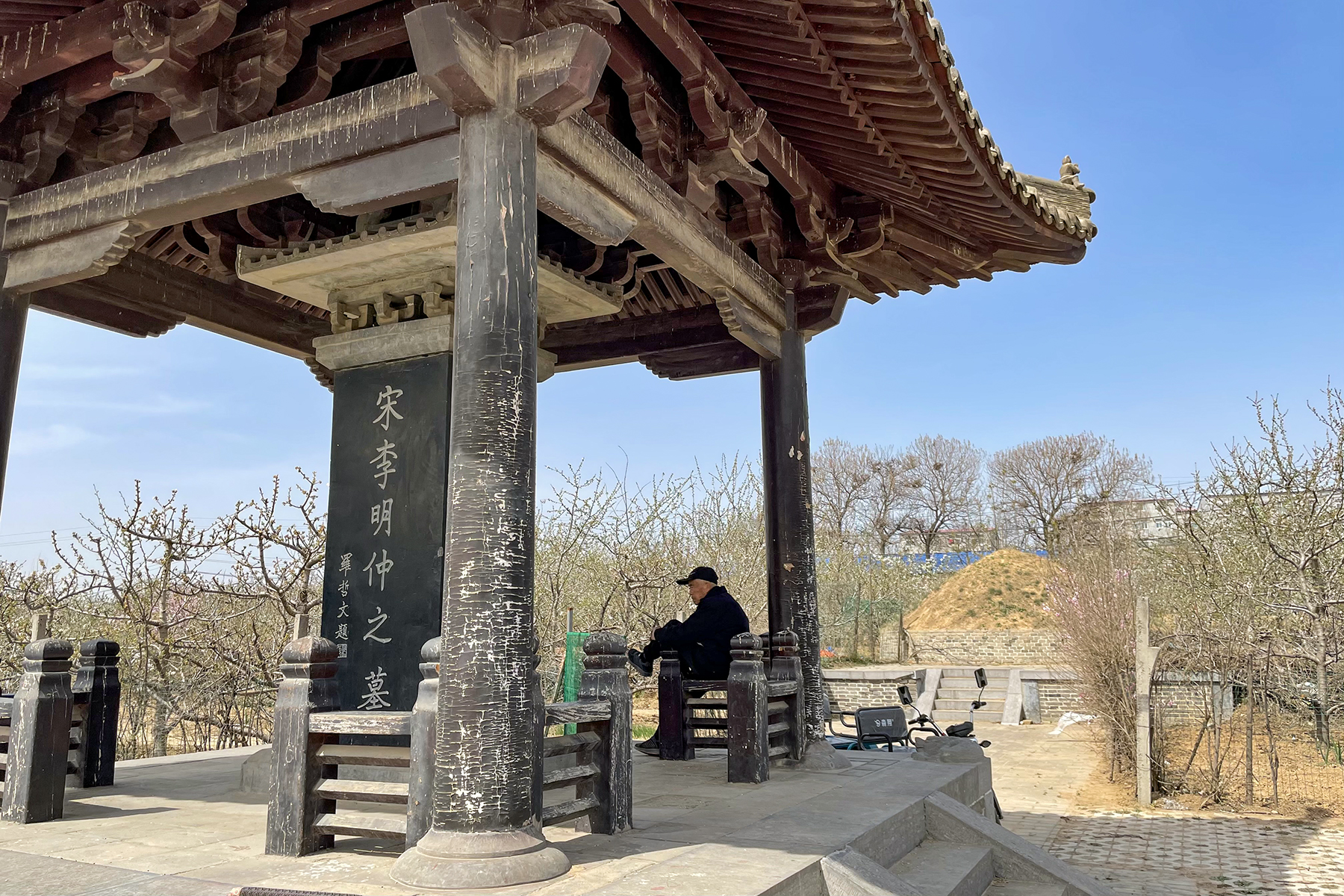
Túmulo de Li Jie